# Little Saint Nick
«Little Saint Nick» (Pequeño San Nicolás) es una canción navideña escrita por Brian Wilson y Mike Love y grabada por The Beach Boys. A veces muy equivocadamente la llaman "Run Run Reindeer" debido a lo que dice el coro.

## Sencillo
Primero fue publicado como un sencillo en diciembre de 1963, alcanzando el puesto n.º 3 durante la Navidad de aquel año, y luego grabado de nuevo para el álbum de 1964 The Beach Boys' Christmas Album. La canción es algo parecida al gran éxito "Little Deuce Coupe".
La versión en sencillo de la canción de finales de 1963, tiene unas campanas de trineo y otra percusión, mientras la versión del álbum The Beach Boys' Christmas Album de 1964 no posee ninguno de estos arreglos, destacando la voz del grupo.
El sencillo en sí, "Little Saint Nick"/"The Lord's Prayer" fue reeditado exclusivamente para el mercado británico a finales de 1974, Capitol lo catalogó CL 15772.

## Publicaciones
"Little Saint Nick" fue incluida en el álbum navideño The Beach Boys' Christmas Album de 1964, la parte instrumental aparece en Stack-O-Tracks de 1968, en el exitoso box set Good Vibrations: Thirty Years of The Beach Boys de 1993, las versiones originales de sencillo y álbum aparecen en Ultimate Christmas de 1998, la canción fue grabada de nuevo por Brian Wilson para su colección de Navidad de solista What I Really Want for Christmas de 2005, en U.S. Singles Collection: The Capitol Years, 1962-1965 de 2008, en The Beach Boys: Christmas Harmonies de 2009 y en Made in California  de 2013.

## Versiones
La canción ha sido grabada varias veces, incluyendo por John Denver y The Muppets (1979), Hanson (1997), Sugar Ray (2001) y McFly (2004). Algunas versiones de la canción incluyen un xilófono mientras las otras no lo hacen. La canción también es usada en los comerciales de Coca Cola, dicho comercial trata de una familia de osos polares que tropiezan en medio de una reunión de pingüinos.